# 扑灭通
扑灭通（英語：Prometon）是一种正三嗪类除草剂，1,3,5-三嗪环的三个碳原子分别连接一个甲氧基和两个异丙氨基，用于抑制一年生和阔叶杂草的生长。